# Jadwiga Frankowska
Jadwiga Frankowska, ps. „Siostra Wisia” (ur. 1921, zm. 1 sierpnia 1944 w Warszawie) – zakonnica, żołnierz AK.
Mieszkanka Warszawy, absolwentka liceum imienia Królowej Jadwigi. Zakonnica ze Zgromadzenia Sióstr Urszulanek Serca Jezusa Konającego z domu w Warszawie przy ulicy Gęstej 1.
W powstaniu warszawskim sanitariuszka w patrolu sanitarnym WSK Obwodu AK Śródmieście. Poległa przy ulicy Gęstej w drodze do rannego, wraz z sanitariuszkami: Zofią Bagińską, Wandą Chodkowską i Marią Deymer.
Odznaczona pośmiertnie Krzyżem Walecznych. Jej nazwisko figuruje na tablicy pamiątkowej w gmachu X Liceum Ogólnokształcącego imienia Królowej Jadwigi w Warszawie przy ulicy Woronicza 8.